# Савічева Юлія Станіславівна
Юлія Станіславівна Савічева (нар.. 14 лютого 1987, Курган, СРСР) — російська естрадна співачка, випускниця та фіналістка телепроєкту «Фабрика Зірок 2», учасниця конкурсу «Євробачення 2004», актриса.
Внесена до бази «Миротворець» за свідоме порушення державного кордону України (АР Крим). З 7 січня 2023 року перебуває під санкціями РНБО за антиукраїнську діяльність.

## Біографія

### 1987—2002 роки: Дитинство та юність
Народилася 14 лютого 1987 року в родині музикантів.
Мама, Світлана Анатоліївна Савічева, закінчила музичне училище по класу фортепіано і дванадцять років викладала в музичній школі. В 5 років стала солісткою хореографічного колективу «Світлячок».
Її перший виступ відбувся в 4 роки, коли вона вийшла в Кургані на сцену разом з рок-гуртом «Конвой» Максима Фадєєва, в якій барабанщиком працював її батько Станіслав Борисович Савичев.
Пізніше колектив, в якому працював батько Юлії, був запрошений до Москви, і її родина переїжджає жити до столиці.
У ДК Московського авіаційного інституту грала на Новорічних виставах, паралельно з навчанням у школі і заняттями в хореографічному колективі «Журавушка». За пропозицією Л. Азаданової, викладача бальних танців, Юлія переходить до її колективу. У парі з партнером вони стають двічі чемпіонами Москви в своєму класі.
Режисер Р. А. Полейко зробила пропозицію Юлії зіграти головну роль у Новорічних виставах Храму Христа Спасителя.
Наступного року їй знову запропонували взяти участь у Новорічній виставі в Храмі Христа Спасителя. Вона зіграла головну роль — роль «Буревій», і взяла участь у 40 виставах. Маленьку Юлю запросили до запису першого альбому співачки Лінди. Юля вимовляє вступний текст в пісні Лінди «Зроби так». Крім того, маленька артистка знялася в кліпі на цю пісню разом зі співачкою. Також Савічеву можна мигцем побачити в кліпі Лінди на пісню «Марихуана». У 8 років Юля працювала з Ліндою на дитячому бек-вокалі, знялася в кількох кліпах.
Загальноосвітню школу закінчила «хорошисткою» (в атестаті у неї було всього три четвірки (з алгебри, геометрії і фізики), а все інше вона здала на «відмінно»).

### 2003 рік: Фабрика зірок-2
7 березня 2003 року стає учасницею телевізійного проєкту «Фабрика Зірок 2» під керівництвом Максима Фадєєва. Пройшовши всі етапи відбору, вона потрапляє до п'ятірки фіналісток, в числі яких також виявилися Олена Терлєєва, Олена Темнікова, Марія Ржевська і Поліна Гагаріна. Після телепроєкту пісні Савічевої «Кораблі» і «Високо», заспівані під час проєкту, і наступна пісня «Пробач за любов», користуються великим успіхом. З піснею «Високо» Юлія стає володаркою «Золотого грамофона» і з цією ж піснею вона потрапляє до фіналу фестивалю «Пісня року-2003».

### 2004—2005 роки: Початок кар'єри і дебютний альбом «Високо»
У березні 2004 року Савічева взяла участь в конкурсі World Best, де вона представляла Росію та посіла 8-е місце. А в травні того ж року вона стає представником Росії на «Євробаченні-2004» у Туреччині з англомовною піснею «Believe me». Зайнявши на «Євробаченні» 11 місце, співачка почала працювати над своїм дебютним альбомом.
Після Євробачення у Юлії розпочався гастрольний тур по Росії під назвою «Ураган у вашому місті!». Першим складом, акомпануючим Савичевій, були музиканти з гурту «Total». У третьому складі були барабанщик Михайло Козодаєв, клавішник Олександр Сумбаєв і бас-гітарист Андрій Лебедєв. У період з 2008 по 2009 рік з Юлією Савічевою грали музиканти групи Xudoznik. За станом на кінець 2014 року у Юлії змінилося 5 складів. З 2009 року по теперішній час в колективі Савичевої працюють Олександр Гарячих (гітара), Гвоздьов Максим (бас-гітара) та Юрій Кондрашов (ударні).
29 березня 2005 року Юлія випускає дебютний диск «Високо» під лейблом «Моноліт». До нього увійшли 11 композицій. Більшість треків було записано з екс-музикантами групи «Total» (підопічними Макса Фадєєва). Через провал на «Євробаченні» відбувся спад популярності артистки. Після виходу альбому Юлія Савічева знімає кліп на пісню «Стоп».
Восени 2005 року Савічева випустила пісню «Якщо в серці живе любов», саундтреком до серіалу «Не родись красивою». Відразу ж після виходу пісні вона потрапила до хіт-параду Російського радіо «Золотий грамофон». Незабаром вийшов кліп на цю композицію — притому відразу в чотирьох версіях.
Після виходу кліпу співачка активно гастролювала по країнах СНД. Незабаром виходить максі-сингл «Якщо в серці живе любов». Також напередодні Нового року, в тому ж серіалі, відбулася прем'єра нової пісні Савичевої — «Як твої справи?», за яку згодом співачка отримала премію «Золотий грамофон».

### 2006—2007 роки: Альбом «Магніт»
У квітні 2006 року Юлія Савічева представила нову пісню — «Привіт», слідом за якою в червні 2006 року вийшов другий альбом — «Магніт». Більшу частину пісень для Савічевої написала Анастасія Максимова. Альбом був позитивно сприйнятий як публікою, так і критиками. Сингл «Привіт» протримався на першому місці «Російського Радіо» 10 тижнів.
Паралельно з цим готувалася запис нового альбому. 21 вересня 2006 року Юлія перемогла на церемонії MTV Russia Music Awards 2006 в номінації «Співачка року». У грудні цього ж року Савічева отримала нагороду телефестивалю «Нові пісні про головне» за пісню «Привіт».
У 2007 році вийшов сингл «Ніяк», що потрапив до фіналу «Пісні року». У цьому ж році вона представила Росію Днями російської культури в Японії.

### 2008—2010 роки: Третій альбом «Орігамі»

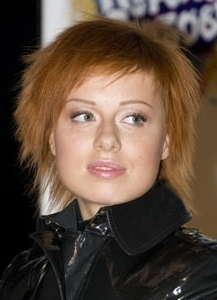
Юлія Савічева, 2009 рік.

14 лютого 2008 року Юлія презентувала альбом «Орігамі». До альбому увійшли 10 нових пісень і один ремікс. З перших днів продажів альбом здобув популярність у слухачів. Пісні «Зима», «Любов-Москва» і «Ядерний вибух» зайняли високі позиції в чартах.
У цьому ж році співачка дебютувала як автор, написавши текст до двох пісень з альбому «Орігамі» — «Вище зірок» і «Післязавтра». Також Савічева виконала пісню «Стріла» на музику Аркадія Укупника, що увійшла до саундтрек фільму «Індиго» (2008).
25 липня 2008 року закінчилися зйомки нового молодіжного мюзиклу «Перша любов: ось така музика!», де Юлія зіграла головну роль. Виробництвом мюзиклу займався канал СТС у співпраці з американським продюсером Баррі Розенбушем (High School Musical, «Дуже страшне кіно 2»). Прем'єра фільму була призначена на 3 березня 2009 року.
У 2008 році Савічева взяла участь у проєкті «Зоряний лід», де її партнером з фігурного катання став чемпіон Франції Жером Бланшар. Однак на тренуванні Савічева отримала травму живота і не змогла продовжувати участь у конкурсі. На гала-концерті шоу пара Юлії і Жерома отримала спеціальний приз від Алли Пугачової.
5 березня 2009 року в прокат вийшов фільм «Перша любов», в якому Савічева зіграла головну роль.
Навесні 2009 року співачка стала учасницею танцювального проєкту «Танці з зірками». У червні 2009 року Савічева зі своїм партнером Євгеном Папунаішвілі стали переможцями телепроєкту.
У грудні сингл «Goodbye, любов», написаний Савічевою, отримав премію «Пісня року 2009».
Наприкінці лютого 2010 року в дуеті з групою Т9 пройшла презентація кліпу на пісню «Кораблі».
У кінці травня 2010 року співачка представила новий сингл «Москва-Владивосток», авторами якого стали Максим Фадєєв та Ольга Серябкіна. Також був знятий кліп на цю композицію.
У листопаді 2010 року Савічева презентувала нову танцювальну пісню під назвою «Скажи мені, що таке любов».

### 2011—2013 роки: Альбом «Серцебиття»
У лютому 2011 року на музичних телеканалах країни з'явився кліп Юлії Савічевої на пісню «Скажи мені, що таке любов». Зйомки ролика зайняли чотири дні.
У березні Юлія спільно з репером Джиганом випустила сингл «Відпусти», а 20 березня на каналі ELLO відбулась прем'єра однойменного кліпу.
4 тижні пісня займала 1-ше місце на Російському радіо, виконавці стали лауреатами премії «Золотий грамофон».
У березні відбулася прем'єра нової пісні «Юлія», а в червні вийшов кліп на цю пісню. Разом з Йосипом Кобзоном записала саундтрек для фільму «Нерівний шлюб».
У 2012 році Савічева брала участь у проєкті телеканалу «Росія» «Битва хорів», працюючи з командою Волгограда.
У 2013 році Юлія Савічева взяла участь у проєкті «Один в один» на Першому каналі. У фіналі 26 травня 2013 року вона посіла друге місце, поступившись місце Олексію Чумакову.

### 2014—2017 роки: Альбом «Особисте…»
1 січня 2014 року відбулася прем'єра нового синглу Савічевої під назвою «Наречена», а 14 травня відбулася прем'єра кліпу на цю пісню.
16 вересня 2014 року відбулася прем'єра пісні «Любити більше нічим», яку Юлія записала спільно з російським репером Джиганом. Кліп вийшов 26 вересня. А 4 листопада Савічева презентувала новий студійний альбом під назвою «Особисте…».
23 листопада 2015 року Юлія представила трек «Мій шлях», автором слів і музики виступив чоловік артистки Олександр Аршинов. 21 січня 2016 року вийшов кліп на однойменну пісню. 1 червня 2017 року вийшов невиданий сингл Юлії Савічевої «Малюк». І в той же день вийшов кліп на однойменну пісню.

## Нагороди
Медаль «За віру і добро», червень 2013, Кемеровська область

## Санкції
25 грудня 2022 року, через вторгнення Росії в Україну, внесена до санкційного списку України, передбачено блокування активів на території країни, припинення виконання економічних і фінансових зобов'язань, припинення культурних обмінів і співпраці, позбавлення українських держнагород.

## Особисте життя
23 жовтня 2014 року Юлія Савічева вийшла заміж за композитора Олександра Аршинова, з яким її пов'язують тривалі відносини. Вони познайомилися в 2003 році, коли Юлія була учасницею «Фабрики Зірок-2». 14 липня 2017 року у Юлі народилася донька Анна.

## Дискографія. Альбоми
| Високо (2005) |
| --- |
| 1. Високо (4:54) 2. Кораблі (4:09) 3. Відпусти мене (3:26) 4. Стоп (3:45) 5. Прощай, моя любов (4:43) 6. Поки (3:40) 7. Все для тебе (3:38) 8. Бігти, летіти (4:12) 9. Пробач за любов (4:07) 10. Я з тобою (3:53) 11. Believe me (2:45) |

| Якщо в серці живе любов (2005) |
| --- |
| 1. Якщо в серці живе любов (3:07) 2. Стоп [Live] (3:49) 3. Відпусти мене [Live] (4:32) 4. Я з тобою [Live] (4:51) 5. Бігти, летіти [Live] (3:54) 6. Поки [Live] (5:46) 7. Кораблі [Live] (6:33) 8. Високо [Live] (5:02) 9. Прощай, моя любов [Live] (5:15) 10. Все для тебе [Live] (4:24) 11. Пробач за любов [Live] (6:43) 12. Believe me [Live] (3:31) |

| Магніт (2006) |
| --- |
| 1. 1. Привіт (3:35) 2. Відпусти (3:45) 3. Якщо в серці живе любов (3:09) 4. Здрастуй, це я (3:20) 5. Легкі (4:03) 6. Мало (3:57) 7. Виноград (3:42) 8. Як твої справи? (3:24) 9. Я хочу в твої очі (4:15) 10. Сьоме небо (3:48) 11. Якщо в серці живе любов (NeoMaster remix) (2:59) 12. Легкі (Navigator remix) (4:17) 13. Сьоме небо (Andrei Harchenko remake) (3:52) |

| Орігамі (2008) |
| --- |
| 1. Любов-Москва (3:23) 2. Вище зірок (3:26) 3. Ніяк (3:49) 4. Ядерний вибух (3:57) 5. Довга зима (3:38) 6. Половинка (2:53) 7. Це доля (дует з А. Макарський) (3:32) 8. Післязавтра (3:34) 9. Хто придумав любов (3:17) 10. Попіл (3:52) 11. Ніяк (Alex Astero remix) (3:09) |

| Перша любов (2009) |
| --- |
| 1. Музика моя (3:36) 2. Танцюй зі мною (2:40) 3. Розбите серце (4:37) 4. Однією долею (4:05) 5. Цей голос (4:24) 6. Не відставай (2:09) 7. Музика в ночі (4:01) 8. Розчинюся в тобі (3:43) 9. Давай! грай! (3:12) 10. З днем народження! (3:47) |

| Серцебиття (2012) |
| --- |
| 1. 1. Москва-Владивосток (3:43) 2. Я так тебе чекаю (4:39) 3. Юлія (3:25) 4. Серцебиття (3:29) 5. Сутінки (2:53) 6. Привіт, любов моя (3:31) 7. Відпусти (feat.Джиган) (3:21) 8. Скажи мені, що таке любов (3:48) 9. Goodbye, Любов (3:33) 10. Настя (4:12) 11. Я з тобою (feat. DJ Feel) (3:49) 12. Не йди (3:59) 13. Кораблі (feat. T9) (4:25) 14. Зірка (feat. Максим Фадєєв, SEREBRO, etc..) (5:38) 15. Москва-Владивосток Harisma REMIX (3:40) 16. Серцебиття Hacker & Moriss REMIX (8:44) |

| Особисте… (2014) |
| --- |
| 1. Моє ти натхнення (1:23) 2. Камелії (5:31) 3. Що є любов? (1:38) 4. Білий літак (3:34) 5. Сиджу біля відчинених дверей (0:50) 6. Маяки (3:40) 7. Ми — тіні прожитих надій (1:04) 8. Романс про жінку (4:46) 9. Прокинься і співай (1:57) 10. Вогні великого міста (3:23) 11. А за вікном кружляє заметіль (1:04) 12. Тай як сніг (4:00) 13. Готуюся зробити перший крок (1:06) |

### Сингли
1. Наречена (2014) (3:27)
2. Пробач (2015) (4:27)
3. Мій шлях (2015) (3:22)
4. Малюк (2017) (3:10)
5. Не бійся (2017) (3:23)

## Відеографія
| Рік  | Кліп                                        | Режисер                       | Альбом         |
| ---- | ------------------------------------------- | ----------------------------- | -------------- |
| 2003 | «Высоко»                                    | Максим Осадчий, Максим Фадеєв | «Высоко»       |
| 2004 | «Прости за любовь»                          | Максим Осадчий, Максим Фадеєв | «Высоко»       |
| 2005 | «Стоп»                                      | Максим Рожков                 | «Высоко»       |
| 2005 | «Если в сердце живёт любовь»                | Влад Опельянц                 | «Магнит»       |
| 2006 | «Привет»                                    | Максим Рожков                 | «Магнит»       |
| 2007 | «Мало»                                      | Максим Рожков                 | «Магнит»       |
| 2007 | «Это судьба» (спільно з Антоном Макарським) | Мгер Мкртчан                  | «Оригами»      |
| 2008 | «Зима»                                      | Олексій Андріанов             | «Оригами»      |
| 2010 | «Корабли (разом із гуртом Т9)»              | Євгеній Куріцин               | «Сердцебиение» |
| 2010 | «Москва — Владивосток»                      | Юрій Курохтін                 | «Сердцебиение» |
| 2011 | «Скажи мне, что такое любовь»               | Юрій Курохтін                 | «Сердцебиение» |
| 2011 | «Отпусти» (спільно з Джиганом)              | Ашот Геворкян                 | «Сердцебиение» |
| 2011 | «Сердцебиение»                              | Максим Фадеєв                 | «Сердцебиение» |
| 2012 | «Юлия»                                      | Максим Фадеєв                 | «Сердцебиение» |
| 2013 | «Я так тебя жду»                            | Максим Фадеєв                 | «Сердцебиение» |
| 2014 | «Невеста»                                   | Евгений Курицын               | ТВА            |
| 2014 | «Любить больше нечем» (разом із Джиганом)   | Степан Сібіряков              | ТВА            |
| 2015 | «Прости»                                    | Станіслав Морозов             | ТВА            |
| 2016 | «Мой путь»                                  |                               | ТВА            |
| 2017 | «Малыш»                                     |                               | ТВА            |
| 2017 | «Не бойся»                                  | Семен Багіров                 | ТВА            |

## Чарти
| Рік  | Назва                               | Чарти | Чарти                  | Чарти                         | Чарти                | Чарти  | Чарти             | Альбом         |
| Рік  | Назва                               | RUS   | Moscow Airplay Top 100 | St.Petersburg Airplay Top 100 | Kiev Airplay Top 100 | Latvia | Річний загальний  | Альбом         |
| ---- | ----------------------------------- | ----- | ---------------------- | ----------------------------- | -------------------- | ------ | ----------------- | -------------- |
| 2004 | «Высоко»                            | 1     | 2                      | 7                             | 2                    | 5      | 3                 | «Высоко»       |
| 2004 | «Прости за любовь»                  | 3     | 6                      | -                             | -                    | 11     | 35                | «Высоко»       |
| 2004 | «Believe Me»                        | 9     | -                      | -                             | -                    | 20     | 47                | «Высоко»       |
| 2004 | «Корабли»                           | 3     | 182                    | -                             | -                    | -      | 54                | «Высоко»       |
| 2005 | «Стоп»                              | 6     | -                      | -                             | -                    | -      | 84                | «Высоко»       |
| 2005 | «Если в сердце живёт любовь»        | 1     | 2                      | 1                             | 1                    | 5      | 13(2005)/74(2006) | «Магнит»       |
| 2005 | «Как твои дела?»                    | 1     | 2                      | -                             | -                    | 10     | 11                | «Магнит»       |
| 2006 | «Привет»                            | 1     | 1                      | -                             | -                    | 21     | 4                 | «Магнит»       |
| 2006 | «Мало»                              | 63    | -                      | -                             | -                    | -      | -                 | «Магнит»       |
| 2007 | «Лёгкие»                            | 21    | 51                     | -                             | -                    | 17     | 148               | «Магнит»       |
| 2007 | «Никак»                             | 3     | 6                      | -                             | -                    | 14     | 31                | «Оригами»      |
| 2007 | «Любовь-Москва»                     | 63    | -                      | -                             | -                    | 8      | -                 | «Оригами»      |
| 2008 | «Зима»                              | 18    | 29                     | -                             | -                    | 27     | 155               | «Оригами»      |
| 2008 | «Половинка»                         | 44    | 74                     | 99                            | 30                   | 10     | 150               | «Оригами»      |
| 2008 | «Настя»                             | 81    | -                      | -                             | 43                   | -      | -                 | «Сердцебиение» |
| 2009 | «Goodbye Любовь»                    | 8     | 5                      | 8                             | -                    | -      | 48                | «Сердцебиение» |
| 2009 | «Корабли» (Feat T9)                 | 145   | -                      | -                             | -                    | -      | -                 | «Сердцебиение» |
| 2010 | «Москва — Владивосток»              | 1     | 3                      | 2                             | 1                    | 2      | 9                 | «Сердцебиение» |
| 2010 | «Скажи мне, что такое любовь»       | 55    | 92                     | 82                            | 27                   | 10     | 182               | «Сердцебиение» |
| 2011 | «Отпусти» (Feat Джиган)             | 8     | 13                     | 16                            | 6                    | 8      | 15                | «Сердцебиение» |
| 2011 | «Сердцебиение»                      | 64    | 137                    | -                             | 11                   | 11     | -                 | «Сердцебиение» |
| 2012 | «Юлия»                              | 9     | 32                     | 14                            | 9                    | -      | 27                | «Сердцебиение» |
| 2013 | «Я так тебя жду»                    | 62    | 92                     | 99                            | 93                   | -      | -                 | «Сердцебиение» |
| 2014 | «Невеста»                           | 26    | 26                     | 34                            | 44                   | -      | -                 | «TBA»          |
| 2014 | «Любить больше нечем» (Feat Джиган) | 9     | 15                     | 10                            | -                    | -      | -                 | «TBA»          |
| 2017 | «Малыш»                             | 12    | 6                      | 4                             | 2                    | 2      | 2                 | «TBA»          |
| 2017 | «Не Бойся»                          | 1     | 2                      | 1                             | 2                    | 1      | 1                 | «TBA»          |

«—» пісня була відсутня в чарті

## Нагороди та номінації
| Рік  | Нагорода                        | Номінація                                       | Номінована робота                                 | Результат   |
| ---- | ------------------------------- | ----------------------------------------------- | ------------------------------------------------- | ----------- |
| 2003 | «Фабрика зірок-2»               | Юлія Савічева                                   | Фіналістка (4-те місце)                           |             |
| 2003 | «ZD Awards»                     | Юлія Савічева                                   | «Дебют року»                                      | Номінація   |
| 2003 | «ZD Awards»                     | Юлія Савічева                                   | «Солістка року»                                   | Номінація   |
| 2003 | «Золотий Грамофон»              | Статуетка «Золотого граммофона»                 | «Высоко»                                          | Перемога    |
| 2003 | «Пісня року»                    | Лауреат фестивалю                               | «Высоко»                                          | Перемога    |
| 2004 | «Євробачення»                   | Юлія Савічева (Росія)                           | «Believe Me»                                      | 11-те місце |
| 2004 | «MTV Russia Music Awards»       | «Найкраща пісня»                                | «Высоко»                                          | Номінація   |
| 2004 | «MTV Russia Music Awards»       | «Найкраща виконавиця»                           | Юлія Савичева                                     | Номінація   |
| 2004 | «MTV Russia Music Awards»       | «Найкращий дебют»                               | Юлія Савичева                                     | Номінація   |
| 2004 | «Радио Поток»                   | «Лучшие песни 2004 года»                        | «Прости за любовь»                                | Перемога    |
| 2004 | «Новые песни о главном»         | Диплом фестиваля                                | «Прости за любовь»                                | Перемога    |
| 2004 | «Золотой граммофон»             | Статуэтка «Золотого граммофона»                 | «Прости за любовь»                                | Перемога    |
| 2005 | «Золотой граммофон»             | Статуэтка «Золотого граммофона»                 | «Стоп»                                            | Номінація   |
| 2005 | «Золотой граммофон»             | Статуэтка «Золотого граммофона»                 | «Если в сердце живёт любовь»                      | Перемога    |
| 2005 | «Новые песни о главном»         | Диплом фестиваля                                | «Если в сердце живёт любовь»                      | Перемога    |
| 2005 | «Новые песни о главном»         | Диплом фестиваля                                | «Отпусти меня»                                    | Номінація   |
| 2006 | «MTV Russia Music Awards»       | «Найкращий рінгтон»                             | «Если в сердце живёт любовь»                      | Номінація   |
| 2006 | «MTV Russia Music Awards»       | «Найкраще відео»                                | «Привет»                                          | Номінація   |
| 2006 | «MTV Russia Music Awards»       | «Найкраща виконавиця»                           | Юлия Савичева                                     | Перемога    |
| 2006 | «MTV Russia Music Awards»       | «Найкращий поп-проєкт»                          | Юлия Савичева                                     | Номінація   |
| 2006 | «Премія РекордЪ»                | «Дебют року»                                    | Юлия Савичева                                     | Номінація   |
| 2006 | «Золотий Грамофон»              | Статуэтка «Золотого граммофона»                 | «Как твои дела?»                                  | Перемога    |
| 2006 | «Золотий Грамофон»              | Статуэтка «Золотого граммофона»                 | «Привет»                                          | Номінація   |
| 2006 | «Новые песни о главном»         | «Найкраща пісня»                                | «Привет»                                          | Перемога    |
| 2006 | «Новые песни о главном»         | Диплом фестивалю                                | «Привет»                                          | Перемога    |
| 2007 | «Премия Муз-ТВ»                 | «Найкраща виконавиця»                           | Юлія Савічева                                     | Номінація   |
| 2007 | «Премія Попова»                 | «Радиофаворит — исполнительница»                | Юлія Савічева                                     | Перемога    |
| 2007 | «Премія Попова»                 | «Радиохит — исполнительница»                    | «Если в сердце живёт любовь»                      | Перемога    |
| 2007 | «Премія РекордЪ»                | «Рингтон року»                                  | «Если в сердце живёт любовь»                      | Номінація   |
| 2007 | «Премія РекордЪ»                | «Альбом артистки»                               | «Магнит»                                          | Номінація   |
| 2007 | «Золотой диск от НФПФ» (Росія)  | «Сертификат за количество продаж альбомов»      | «Магнит»                                          | Перемога    |
| 2007 | «Песня года»                    | Лауреат фестиваля                               | «Никак»                                           | Перемога    |
| 2007 | «Золотой граммофон»             | Статуэтка «Золотого граммофона»                 | «Никак»                                           | Перемога    |
| 2007 | «Новые песни о главном»         | Диплом фестиваля                                | «Никак»                                           | Перемога    |
| 2007 | «Новые песни о главном»         | Диплом фестиваля                                | «Отпусти»                                         | Номінація   |
| 2008 | «Золотой граммофон» (Казахстан) | Статуетка «Золотого граммофона»                 | «Зима»                                            | Перемога    |
| 2009 | «Herbal Essences Young Icons»   | «Дуэт года или поцелуй дождя»                   | Юлія Савічева та Дмитро Бурукін («Первая любовь») | Перемога    |
| 2009 | «Beauty Cinema Awards»          | «Найкраща пісня»                                | «Разбитое сердце» («Первая любовь»)               | Перемога    |
| 2009 | «Love Radio Awards»             | «Российская певица года»                        | Юлія Савічева                                     | Номінація   |
| 2009 | «Песня года»                    | Лауреат фестивалю                               | «Goodbye, любовь»                                 | Перемога    |
| 2010 | «Песня года»                    | Лауреат фестивалю                               | «Москва-Владивосток»                              | Перемога    |
| 2010 | «Золотой граммофон»             | Статуетка «Золотого граммофона»                 | «Москва-Владивосток»                              | Номінація   |
| 2010 | «Русский Топ»                   | «Найкраща співачка року»                        | Юлія Савічева                                     | Номінація   |
| 2010 | «Радио Поток»                   | «Лучшие песни 2010 года»                        | «Москва-Владивосток»                              | Перемога    |
| 2011 | «Золотой граммофон» (Украина)   | Статуетка «Золотого граммофона»                 | «Москва-Владивосток»                              | Перемога    |
| 2011 | «OE Video Music Awards»         | «Best Female Performance»                       | Юлія Савічева                                     | Номінація   |
| 2011 | «Fashion People Awards»         | «Fashion дуэт»                                  | «Отпусти (разом із Джиганом)»                     | Перемога    |
| 2011 | «Премия RU.TV»                  | «Найкращий дует»                                | «Отпусти (разом із Джиганом)»                     | Номінація   |
| 2011 | «Золотой граммофон»             | Статуетка «Золотого граммофона»                 | «Отпусти (разом із Джиганом)»                     | Перемога    |
| 2011 | «Пісня року»                    | Лауреат фестивалю                               | «Отпусти (разом із Джиганом)»                     | Перемога    |
| 2011 | «Красная звезда»                | «Найкраща пісня»                                | «Отпусти (разом із Джиганом)»                     | Перемога    |
| 2011 | «ZD Awards»                     | «Дует року»                                     | «Отпусти (разом із Джиганом)»                     | Номінація   |
| 2011 | «Love Radio Awards»             | «Дует року»                                     | «Отпусти (разом із Джиганом)»                     | Перемога    |
| 2012 | «Премия Муз-ТВ»                 | «Лучший дуэт»                                   | «Отпусти (разом із Джиганом)»                     | Номінація   |
| 2012 | «Русский Топ»                   | «Найкраща співачка року»                        | Юлія Савічева                                     | Номінація   |
| 2012 | «Русский Топ»                   | «Найкращий альбом року»                         | «Сердцебиение»                                    | Номінація   |
| 2012 | «Золотой граммофон»             | Статуэтка «Золотого граммофона»                 | «Юлия»                                            | Номінація   |
| 2012 | «Красная звезда»                | «Лучшая песня»                                  | «Юлия»                                            | Перемога    |
| 2012 | «Пісня року»                    | Лауреат фестивалю                               | «Юлия»                                            | Перемога    |
| 2014 | «Love Radio Awards»             | "Дует року                                      | «Любить больше нечем (разом із Джиганом)»         | Перемога    |
| 2014 | «Love Radio Awards»             | «Весілля року»                                  | Юлія Савічева та Олександр Аршинов                | Номінація   |
| 2014 | «Love Radio Awards»             | «Найкраща вітчизняна виконавиця»                | Юлія Савічева                                     | Номінація   |
| 2014 | «Русский Топ»                   | «Найкраща співачка року»                        | Юлія Савічева                                     | Номінація   |
| 2014 | «Русский Топ»                   | «Найкращий альбом року»                         | «Личное…»                                         | Номінація   |
| 2014 | «Радио Поток»                   | «Лучшие песни 2014 года»                        | «Невеста»                                         | Перемога    |
| 2014 | «Пісня року»                    | Лауреат фестивалю                               | «Невеста»                                         | Перемога    |
| 2015 | «Пісня року»                    | Лауреат фестивалю                               | «Прости»                                          | Номінація   |
| 2015 | «Пісня року»                    | Лауреат фестивалю                               | «Любить больше нечем (разом із Джиганом)»         | Перемога    |
| 2015 | «Премия RU.TV»                  | «Найкращий дует»                                | «Любить больше нечем (разом із Джиганом)»         | Номінація   |
| 2015 | «Премия Муз-ТВ»                 | «Найкращий дует»                                | «Любить больше нечем (разом із Джиганом)»         | Номінація   |
| 2015 | «Золотой граммофон»             | Статуетка «Золотого граммофона»                 | «Любить больше нечем (разом із Джиганом)»         | Номінація   |
| 2016 | «Top Hit Music Awards»          | «Самый ротируемый в радиоэфире российский трек» | «Любить больше нечем (разом із Джиганом)»         | Перемога    |
| 2016 | «Реальная премия MusicBox»      | «Альбом року»                                   | «Мой путь»                                        | Номінація   |

## Кінематограф
- 2005-2006 — Не родись красивою — Юлія Савічева (камео)
- 2009 — Перша любов — Таня
- 2013 — Як зловити перо Жар-Птиці — Олена Прекрасна (озвучення)
- 2013 — Три богатиря (мюзикл) — Суок
- 2014 — Овечка Доллі була зла і рано померла — Маша
- 2015 — Сава. Серце воїна — Нанті (озвучення)

## Дубляж
- 2013 — Епік — Мері Катрін (Аманда Сейфрід)